# Pelurgoperla personata
Genre
Espèce
Pelurgoperla personata est une espèce d'insectes plécoptères de la famille des Gripopterygidae, la seule du genre Pelurgoperla.

## Distribution
Cette espèce se rencontre au Chili et en Argentine.

## Publication originale
- Illies, J. 1963 : Revision der sudamerikanischen Gripopterygidae. (Plecoptera). Mitteilungen der Schweizerischen Entomologischen Gesellschaft, vol. 36, p. 145–248.